# Taunton Deane
Taunton Deane este un district ne-metropolitan situat în Regatul Unit, în comitatul Somerset din regiunea South West, Anglia.

## Orașe din district
- Taunton
- Wellington

## Vedeți și
- Listă de orașe din Anglia

1. ↑   https://ons.maps.arcgis.com/home/item.html?id=a79de233ad254a6d9f76298e666abb2b Lipsește sau este vid: |title= (ajutor)